# Sidymella kochi
Sidymella kochi es una especie de araña del género Sidymella, familia Thomisidae.

## Distribución
Esta especie se encuentra en Australia.

## Taxonomía
Fue descrita por Simon en 1908.
Tratamiento taxonómico
La especie aparece registrada y publicada en Araneae. 1re partie. in: Die Fauna Südwest–Australiens. Ergebnisse der Hamburger südwest–australischen Forschungsreise 1905. Band 1, Lieferung 12. Michaelsen, W. & Hartmeyer, R. (ed.) Gustav Fischer, Jena pp. 359–446.